# France Rumilly
Marie Françoise Suzanne Jeanne (France) Rumilly (ur. 1 maja 1939 w Boulogne-Billancourt) – francuska aktorka filmowa.
W okresie od 1962 do 1986 zagrała w przeszło trzydziestu filmach. Największą popularność przyniosła jej rola zakonnicy, a następnie matki przełożonej w sześciu filmach z serii o żandarmie.

## Wybrana filmografia
- 1964 Żandarm z Saint-Tropez
- 1965 Żandarm w Nowym Jorku
- 1966 Sławna restauracja
- 1968 Żandarm się żeni
- 1970 Żandarm na emeryturze
- 1979 Żandarm i kosmici
- 1982 Żandarm i policjantki